# Zsanett Kötél
Zsanett Kötél est une joueuse hongroise de volley-ball née le 15 juillet 1986. Elle mesure 1,74 m et joue au poste de passeuse.

## Clubs
| Club                                  | Pays    | De        | À         |
| ------------------------------------- | ------- | --------- | --------- |
| MÁV Előre SC                          | Hongrie |           |           |
| TEVA Gödöllő RC                       | Hongrie |           |           |
| Vasas SC                              | Hongrie |           |           |
| Entente Saint-Chamond Volley-ball     | France  | 2010-2011 | 2012-2013 |
| Volley Club Marcq-en-Barœul           | France  | 2013-2014 | 2013-2014 |
| Amiens Longueau Métropole Volley-Ball | France  | 2014-2015 | …         |

## Palmarès

### Clubs
- Championnat de Hongrie
  - Vainqueur : 2 fois
- Coupe de Hongrie
  - Vainqueur : 3 fois